# Miguel Gómez Bao
Miguel Gómez Bao  (Málaga, España, 1894 - Buenos Aires, Argentina 17 de septiembre de 1961), fue un actor español radicado en Argentina, país donde desarrolló su carrera en la radio, el teatro y el cine. También incursionó en el canto, el periodismo y el dibujo.

## Carrera
Primer actor cómico escénico malagueño, viajó desde España hacia Argentina siendo un niño. Se inició profesionalmente en 1916 en el teatro argentino donde se destacó como primer actor y cantante.
Se perfeccionó en el teatro y luego volcó su comicidad a la radio y a la pantalla grande.
En cine, compartió cartel con primeras figuras de la escena nacional como Hugo del Carril, Niní Marshall, Florén Delbene, Zully Moreno, Ernesto Raquén, Delia Garcés, Malisa Zini, Pepe Iglesias, Juan Carlos Thorry, Antonio Ber Ciani, Aída Alberti, Juana Sujo, Raimundo Pastore, Gloria Bayardo, Julio de Caro, María Santos, María Antinea, Susana Freyre, Alita Román, Juan Mangiante y Vicente Padula, entre muchos otros. Trabajó también como actor de doblaje de películas de Disney.
En teatro realizó T. Nacional, el Maipo y el Smart. Debuta con la Compañía Pablo Podestá- Orfilia Rico- Florencio Parravicini. Integró junto con Pablo Acciardi la compañía encabezada por la actriz Ángela Tesada, bajo la dirección de Armando Discépolo en 1919. Al año siguiente colaboró en escribir una obra puesta en escena de la compañía Luis Vittone - Segundo Pomar, y forma parte de la Compañía teatral de Blanca Podestá.
De su paso por la radio se recuerdan sus participaciones en decenas de radioteatros que iban de lo cómico a lo satírico. Formó pareja radial con la primera actriz Ángeles Martínez.

## Filmografía
Actor
- La mujer del león (1951)
- Madre Alegría  (1950)
- Fangio, el demonio de las pistas (1950)
- La doctora Castañuelas (1950)
- Un pecado por mes (1949)
- Un hombre solo no vale nada (1948)
- La locura de don Juan  (1948)
- Novio, marido y amante  (1948)
- Una atrevida aventurita (1948)
- 30 segundos de amor (1947)
- Con el diablo en el cuerpo (1947)
- El tercer huésped     (1946)
- La señora de Pérez se divorcia     (1945)
- El canto del cisne  (1945)
- La pequeña señora de Pérez  (1944)
- Mi novia es un fantasma (1944) (Cameo)
- Se rematan ilusiones  (1944)
- Safo, historia de una pasión (1943)
- Casi un sueño  (1943)
- Punto negro (1943)
- Bambi (1943) (doblaje de voz)
- Claro de luna  (1942)
- Los chicos crecen  (1942)
- La mentirosa  (1942)
- En el último piso  (1942)

- Canción de cuna  (1941)
- Napoleón (1941)
- La casa de los cuervos     (1941)
- Pinocho (1940) (doblaje de voz)
- Confesión     (1940)
- Caminito de gloria     (1939)
- Una mujer de la calle  (1939)
- 24 horas en libertad  (1939)
- La vida de Carlos Gardel  (1939)
- El canillita y la dama     (1939)
- Madreselva (1938)
- Kilómetro 111 (1938)
- Maestro Ciruela o Maestro Levita (1938)
- La casa de Quirós  (1937)
- Muchachos de la ciudad  (1937)
- El pobre Pérez     (1937)
- Amalia (1936)
- Loco lindo     (1936)
- Puerto Nuevo (1936)
- ¡Goal! (1936)
- Tararira (la bohemia de hoy)     (1936)
- Puente Alsina (1935)
- El alma del bandoneón     (1935)
- Mañana es domingo     (1934)
- Calles de Buenos Aires (1934)
- La barra de Taponazo  (1932)
- Rapsodia gaucha      (1932)
- Corazón ante la ley   (1929)

Guionista
- Cuatro corazones (1939)

## Radio
- 1920: La cosquilla, programa cómico junto a Olinda Bozán, Enrique Danielli y Antonio Pellicota.
- 1938 y 1939: Noticioso Mobiloil de Agustín Remón, con Iris Marga, Blanca Tapia, Juana Sujo, Guillermo Battaglia y Florindo Ferrario. Se transmitió por Radio El Mundo.[3]
- 1940: La escuelita humorística, un programa que se transmitía por Radio Splendid, con libretos de Julio Porter y un elenco encabezado por Pepe Arias, que hacía el personaje del maestro Vistobuenoo Ciruela y Tato Bores en el alumno Igor, en el cual estaban también Pablo Cumo, Luis García Bosch y Mariano Bauzá.
- 1941: El Sargento Silbido, transmitido por L.R.3. Junto al actor Marino Seré.[4]
- 1941: Los sordos, junto a Marino Seré y la animación de Lalo Harbín.

## Teatro
Como actor:
- Los duendes (1918)
- El hombre solo (1918/1921), estrenada en la ciudad de Rosario (Santa Fe).
- Papá Batista (1919)
- Las dos llamas (1924)
- Pasen a ver el fenómeno (1925), de Ivo Pelay y Manuel Romero. Con María Turgenova, Marcelo Ruggero, José Ramírez, Ida Delmas y León Zárate.
- El Conventillo de la Paloma (1929), sainete de Alberto Vacarezza.
- El beso mortal (1935), de Lois de Gouradiec, en el Teatro Apolo
- Amores (1944), estrenada en el Teatro San Martín.

Como autor:
- Por un capricho; Añatuya... vio? (1912), satírica policial.
- El señor cura (1920), estrenada en el Teatro Excelsior.
- Fuegos artificiales (1936)